# Канби (Орегон)
Канби (англ. Canby) — город в округе Клакамас, штат Орегон. По данным на 2020 год в городе проживают 18 171 человек. Назван в честь Эдварда Ричарда Спригга Кэнби, генерала гражданской войны. Город основан в 1870 году. Был зарегистрирован собранием Орегона в 1893 году.

## География
Общая площадь города составляет 9,82 км, 2 из которых 9,71 км 2 приходится на сушу, а 0,10 км 2 — на воду. В регионе города лето лето теплое и сухое, среднемесячные температуры не превышают 22,0 °C, Канби находится в районе средиземноморского климата.

## Демография
По данным переписи 2020 года в городе проживало 18 171 человек и было 6 498 домохозяйств, плотность населения составляла 1 493,37 людей на км 2 . Расовый состав Канби был следующим: 87,0 % белых , 0,3 % афроамериканцев, 0,4 % коренных американцев, 1,8 % азиатов , 0,0 % жителей островов Тихого океана и 6,4 % процентов представителей смешанных рас.

## Культура
В Кэнби находится ярмарочная площадь округа Клакамас, где с 1907 года проводится ежегодная ярмарка и родео, также в нём находится музей Canby Depot и музей рептилий Hart’s Reptile World . В городе также издаётся своя газета — Canby Herald.

## Транспорт
Через город проходит Ж/Д дорога Union Pacific, в городе действует своя автобусная система, также через него проходит трасса Oregon Route 99E. Водяное сообщение проходит через реку Уилламетт.

## Известные люди
- Эд Коулмэн, бейсболист, игрок клуба «Сент-Луис Браунс»
- Том Горман, бейсбольный питчер для Сан-Диего Падрес
- Билл Морган, футболист, игрок клуба «Нью-Йорк Джайентс»
- Курт Шрейдер, представитель США от штата Орегон

## Побратим
- Курисава, Япония